# Jeepster Records
Jeepster Records és una discogràfica britànica amb base a Londres, que ha publicat àlbums de grups de pop com Belle & Sebastian, Salako, Looper, The Gentle Waves i Snow Patrol.